# Inopeplus syozoi
Inopeplus syozoi is een keversoort uit de familie platsnuitkevers (Salpingidae). De wetenschappelijke naam van de soort werd in 1986 gepubliceerd door Sasaji.